# Esperantofonds Cesar Vanbiervliet

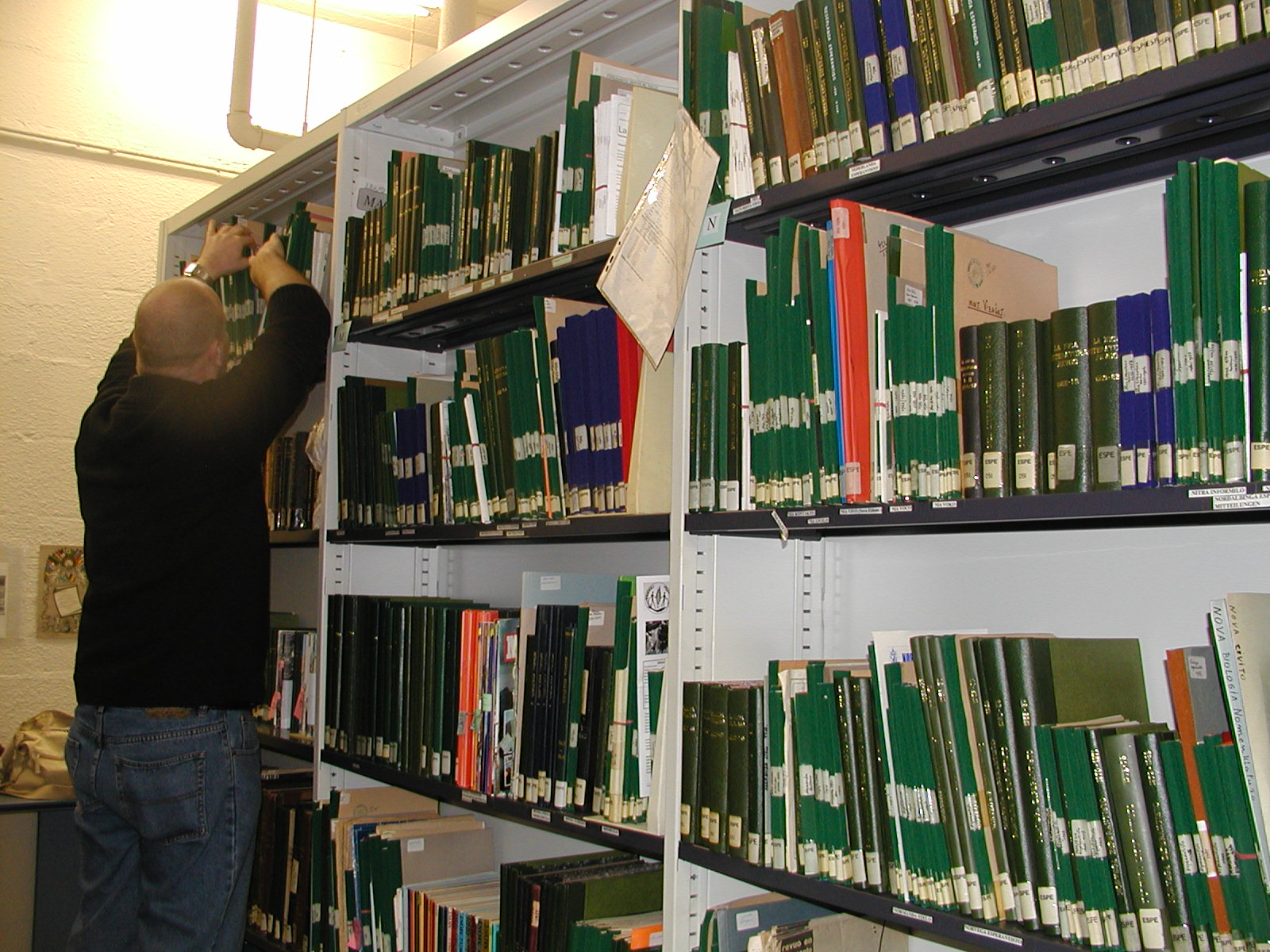
Het magazijn van het Fonds

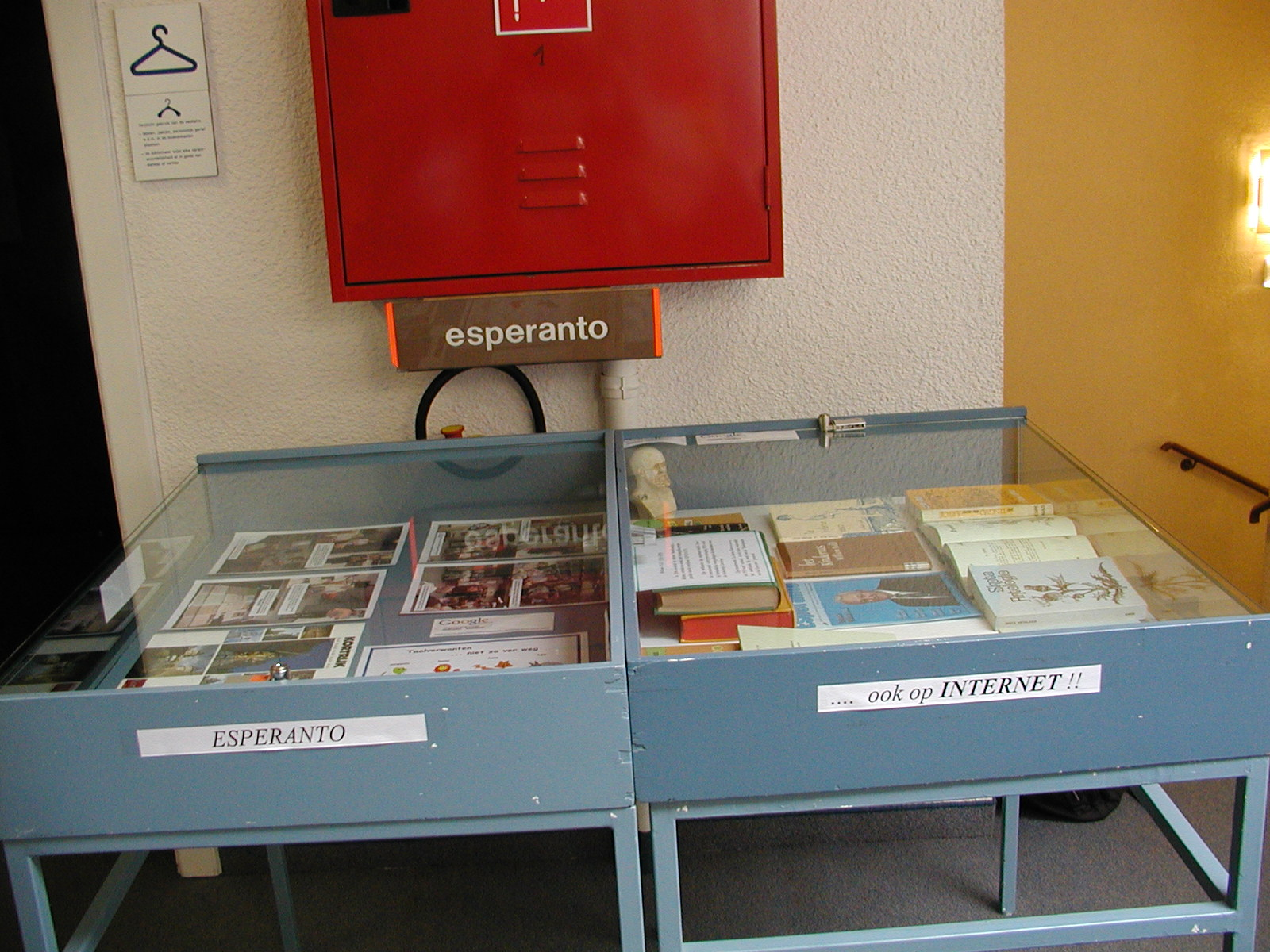
Kastjes in het publieke gedeelte van de bibliotheek waarin regelmatig, met documenten uit het Fonds, aspecten van de Esperantobeweging voorgesteld werden

Het Esperantofonds Cesar Vanbiervliet was een verzameling Esperanto-boeken, -tijdschriften en -voorwerpen, die van 1970 tot 2020 ondergebracht was in de stadsbibliotheek van Kortrijk. De privéverzameling van Cesar Vanbiervliet (1905-1992), ere-bureauchef van de dienst burgerlijke stand van de stad, vormde de basis van de collectie.

## Ontstaan
Cesar Vanbiervliet was actief met Esperanto bezig van 1925 tot 1930 en hervatte zijn activiteit kort voor zijn pensioen in 1970. De toenmalige hoofdbibliothecaris Paul Vancolen was een goede kennis en Cesar Vanbiervliet ging in op diens voorstel om zijn bescheiden persoonlijke Esperanto-collectie over te dragen aan de stadsbibliotheek. Na zijn pensionering kon hij de collectie snel uitbreiden door diverse schenkingen, onder meer van Henri Sielens (1915-1974), directeur van het Internationaal Zeemanshuis (Antwerpen). Tijdens de volgende jaren ontstonden ook contacten met gelijkaardige collecties in andere Europese landen met het oog op uitwisseling van documenten. In 1973 werd de collectie een afdeling van de stadsbibliotheek met als benaming Esperantofonds Cesar Vanbiervliet. De officiële inhuldiging (samen met de Picturatheek) gebeurde op 25 mei 1974. Volgens een krantenartikel bezat het Fonds toen 5000 boeken en 5000 volledige jaargangen van tijdschriften.

## Wettelijke bescherming
In de publicaties van het Fonds werd vermeld dat de collectie erkend was door de stad en dat zo de bestendige bewaring en wettelijke bescherming gegarandeerd waren. Er zijn inderdaad allerlei documenten (zoals dubbels van briefwisseling) die wijzen op het bestaan van een dergelijke bescherming, maar ondanks meerdere opzoekingen kon een beslissing van het stadsbestuur niet teruggevonden worden.. 

## De periode na Cesar Vanbiervliet
Na het overlijden van Cesar Vanbiervliet nam zijn belangrijkste medewerker, Jan Hanssens (1922-1993), de taak over. Na diens overlijden bleef de collectie onbeheerd achter. Pas in 1995 ontstond een nieuwe ploeg van twee tot vijf vrijwilligers die tot het einde de collectie zou verzorgen, uitbreiden en aanpassen aan de veranderende omstandigheden. In tegenstelling tot de stichter, die nagenoeg voltijds voor het Fonds werkte, konden de vrijwilligers er maar enkele dagen per maand aan besteden. Hoofdbibliothecaris Vancolen kreeg na zijn pensionering enkele snel wisselende opvolgers waarmee de vrijwilligers geen duurzame contacten konden aanknopen. Ook de materiële ondersteuning vanwege de bibliotheek, vooral het inbinden, viel geleidelijk weg.
De papieren fiches van de boeken- en tijdschriftencollectie werden geregistreerd in twee Access-databases (maar die van de tijdschriften werd niet meer bijgewerkt). Er werden enkele grote tentoonstellingen en regelmatig mini-tentoonstellingen georganiseerd met documenten uit het Fonds. Via de website van het Fonds werden vanaf 2011 de belangrijke Belgische Esperantotijdschriften in digitale vorm (doorzoekbare pdf-bestanden) ter beschikking gesteld van geïnteresseerden. In 2011 en 2013 was het Fonds mede-initiatiefnemer van een wereldwijde inventarisatie van Esperanto-collecties.

## Het verslag van cultuurintendant Wim Vanseveren
In 2010 gaf het stadsbestuur aan Wim Vanseveren de opdracht om een analyse te maken van het culturele leven van de stad en een langetermijnstrategie uit te werken. Eind 2011 stelde Vanseveren zijn rapport voor. Daarin stond onder meer het voorstel om de Esperantocollectie in de toekomst niet meer als een kerntaak te beschouwen. De gemeenteraad keurde het rapport goed en gaf zo het startsein voor de uitvoering van de gedane voorstellen. 
Van de directeur (directeur is de nieuwe titel in plaats van hoofdbibliothecaris) kregen de vrijwilligers de informele mededeling dat het Fonds in de huidige bibliotheek kon blijven, maar dat er in de te bouwen nieuwe bibliotheek geen plaats meer voor zou zijn. De vrijwilligers besloten zich bij de situatie neer te leggen, gezien de ruime overgangsperiode en het ontbreken van een origineel document dat de bescherming van het Fonds garandeerde.
Op hetzelfde ogenblik moest de Vlaamse Esperantobond (FEL) beslissen om ofwel de toenmalige gehuurde hoofdzetel aan de Frankrijklei te Antwerpen aan te kopen, ofwel te verhuizen naar een ander aan te kopen gebouw. Een vraag van het Fonds om een gebouw aan te kopen dat voldoende groot was om ook het Fonds te huisvesten, leverde geen resultaat op. Terwijl de normale werking van het Fonds voortgezet werd, begon toen de zoektocht naar binnen- en buitenlandse kandidaten om delen van de collectie over te nemen.

## Het einde
AMSAB en KADOC werden snel bereid gevonden om delen over te nemen die hun eigen collectie konden aanvullen. De belangrijkste overnemer was de Erfgoedbibliotheek Hendrik Conscience in Antwerpen. Op 16 oktober 2020 werden ongeveer 4000 boeken en een groot aantal tijdschriften overgebracht naar Antwerpen. Wegens COVID-19 vielen de contacten met andere mogelijke (buitenlandse) overnemers stil. Ondertussen werden wel gedeelten van de collectie verhuisd naar een voorlopige opslagruimte bij een particulier.
Nog in de maand oktober kwam een vraag van de directeur om snel, ten laatste tegen nieuwjaar, het magazijn van het Fonds leeg te maken, omdat belangrijke bouwwerken zouden starten. De bibliotheek kon zelf geen vervangende stapelruimte ter beschikking stellen.
Wegens de dringendheid werd een al bestaand project versneld gerealiseerd: op 22 januari 2021 werd de vzw Internacia Esperanto-Arkivo (IEA) opgericht om de restanten van het Esperantofonds Cesar Vanbiervliet over te nemen en zo ook een juridische basis aan de collectie te geven. IEA zal de contacten met overnemers voortzetten.
Het is de bedoeling het Fonds virtueel te laten voortleven, door op de bestaande website de geschiedenis van het Fonds en de laatste catalogi van de collectie (ongeveer 9400 boeken en 5000 volledige jaargangen van tijdschriften, archieven, affiches, voorwerpen...) te publiceren.